# Donja Dubrava
Donja Dubrava je vesnice a opčina v Chorvatsku v Mezimuřské župě. V roce 2001 zde žilo 2 274 obyvatel. Leží na břehu řeky Drávy. Opčinu tvoří jediné sídlo - Donja Dubrava.